# Olifant (instrument)

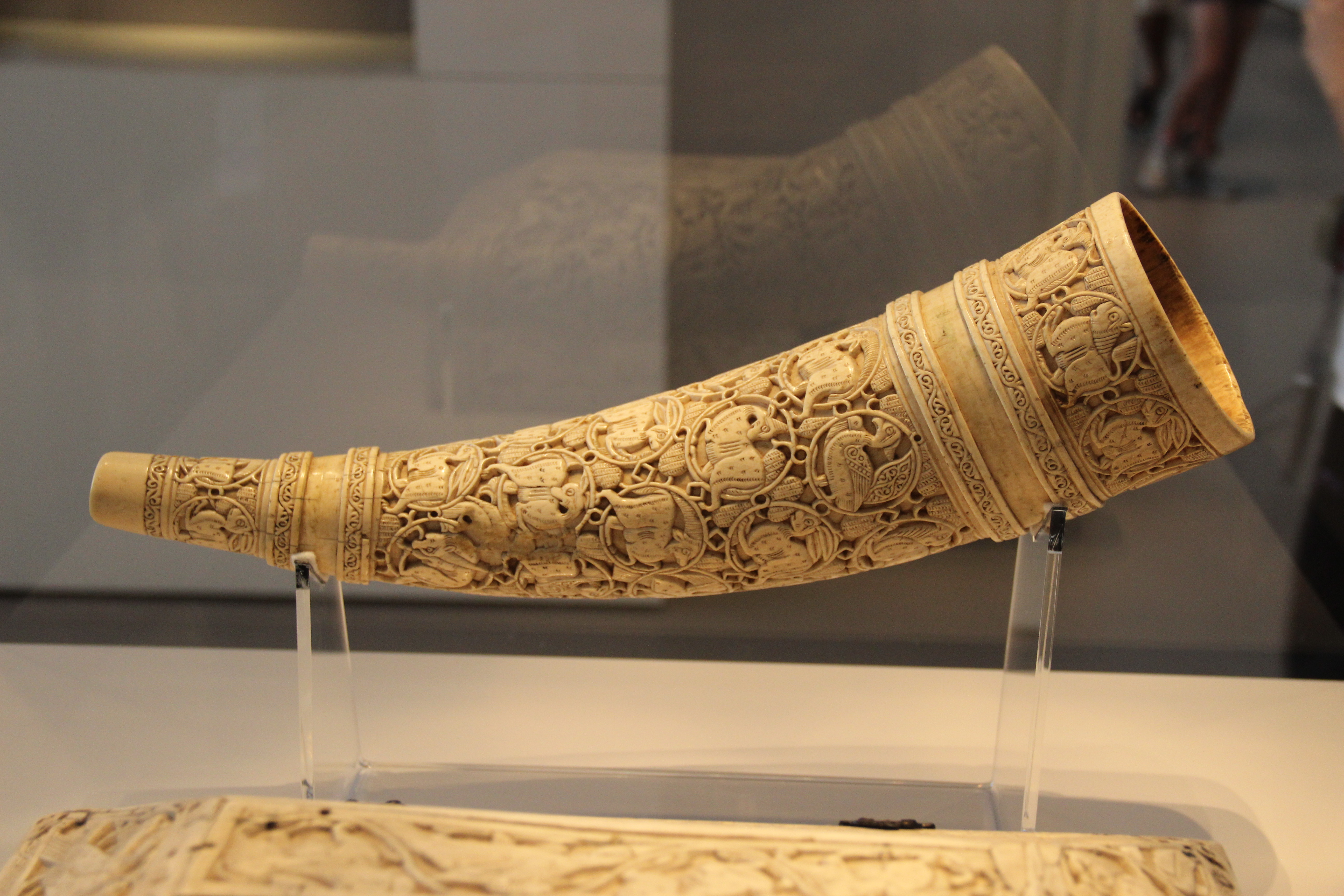
Fatymidzki lub normański olifant z Sycylii lub południowych Włoch, XI w. Muzeum Sztuki Islamskiej, Berlin

Olifant – instrument muzyczny z grupy aerofonów ustnikowych, róg wykonany z kła słonia, zwykle bogato zdobiony rzeźbami i okuciami. Stosowany był od wczesnego średniowiecza jako wojskowy i dworski instrument sygnałowy. Przywilej używania olifanta miał jedynie stan rycerski.